# Cantone di Saverne
Il Cantone di Saverne è una divisione amministrativa dell'arrondissement di Saverne.
A seguito della riforma approvata con decreto del 18 febbraio 2014, che ha avuto attuazione dopo le elezioni dipartimentali del 2015, è passato da 18 a 52 comuni.

## Composizione
I 18 comuni facenti parte prima della riforma del 2014 erano:
- Altenheim
- Dettwiller
- Eckartswiller
- Ernolsheim-lès-Saverne
- Furchhausen
- Gottesheim
- Hattmatt
- Littenheim
- Lupstein
- Maennolsheim
- Monswiller
- Ottersthal
- Printzheim
- Saint-Jean-Saverne
- Saverne
- Steinbourg
- Waldolwisheim
- Wolschheim

Dal 2015 i comuni appartenenti al cantone sono i seguenti 52:
- Allenwiller
- Altenheim
- Balbronn
- Birkenwald
- Cosswiller
- Crastatt
- Dettwiller
- Dimbsthal
- Eckartswiller
- Ernolsheim-lès-Saverne
- Friedolsheim
- Furchhausen
- Gottenhouse
- Gottesheim
- Haegen
- Hattmatt
- Hengwiller
- Hohengœft
- Jetterswiller
- Kleingœft
- Knœrsheim
- Landersheim
- Littenheim
- Lochwiller
- Lupstein
- Maennolsheim
- Marmoutier
- Monswiller
- Ottersthal
- Otterswiller
- Printzheim
- Rangen
- Reinhardsmunster
- Reutenbourg
- Romanswiller
- Saessolsheim
- Saint-Jean-Saverne
- Salenthal
- Saverne
- Schwenheim
- Singrist
- Steinbourg
- Thal-Marmoutier
- Traenheim
- Waldolwisheim
- Wangenbourg-Engenthal
- Wasselonne
- Westhoffen
- Westhouse-Marmoutier
- Wolschheim
- Zehnacker
- Zeinheim